# Cyprinion tenuiradius
Cyprinion tenuiradius är en fiskart som beskrevs av Heckel, 1847. Cyprinion tenuiradius ingår i släktet Cyprinion och familjen karpfiskar. Inga underarter finns listade i Catalogue of Life.